# IC 1692
IC 1692 ist eine  elliptische Zwerggalaxie vom Hubble-Typ E im Sternbild Fische auf der Ekliptik. Sie ist schätzungsweise 253 Millionen Lichtjahre von der Milchstraße entfernt und hat einen Durchmesser von etwa 30.000 Lj.  

Im selben Himmelsareal befinden sich u. a. die Galaxien NGC 515, NGC 517, IC 1690, IC 1691.
Das Objekt wurde am 30. November 1899 vom französischen Astronomen Stéphane Javelle entdeckt.